# John Carlos
John Wesley Carlos (New York, 5 giugno 1945) è un ex velocista statunitense, celebre per il pugno chiuso guantato di nero che mostrò insieme al connazionale Tommie Smith sul podio dei 200 metri piani ai Giochi olimpici di Città del Messico 1968 per protestare contro la discriminazione razziale negli Stati Uniti d'America.

## Riconoscimenti
Nel 2019 John Carlos è stato introdotto nella Hall of Fame dello sport statunitense.

## Palmarès
| Anno | Manifestazione      | Sede              | Evento      | Risultato | Prestazione | Note |
| ---- | ------------------- | ----------------- | ----------- | --------- | ----------- | ---- |
| 1967 | Giochi panamericani | Winnipeg          | 200 m piani | Oro       | 20"5        |      |
| 1968 | Giochi olimpici     | Città del Messico | 200 m piani | Bronzo    | 20"0        |      |

## Galleria d'immagini

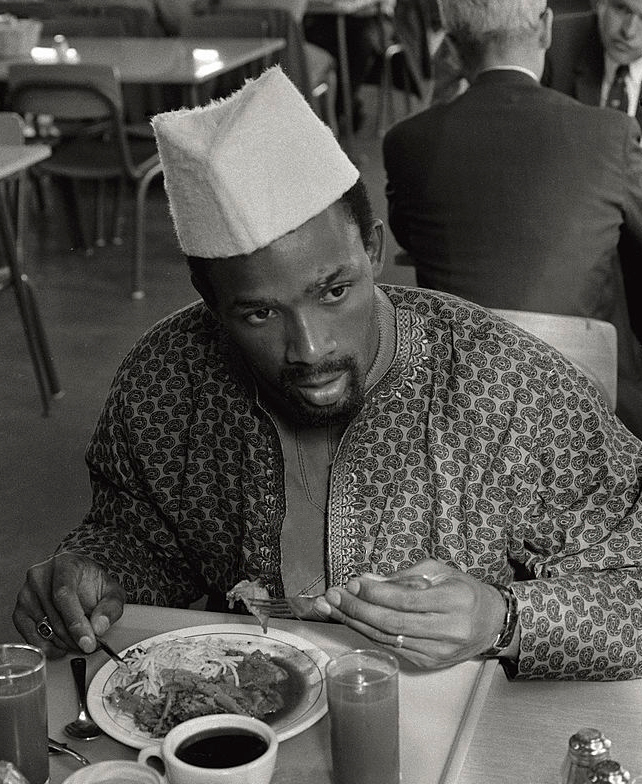
Carlos nel 1968
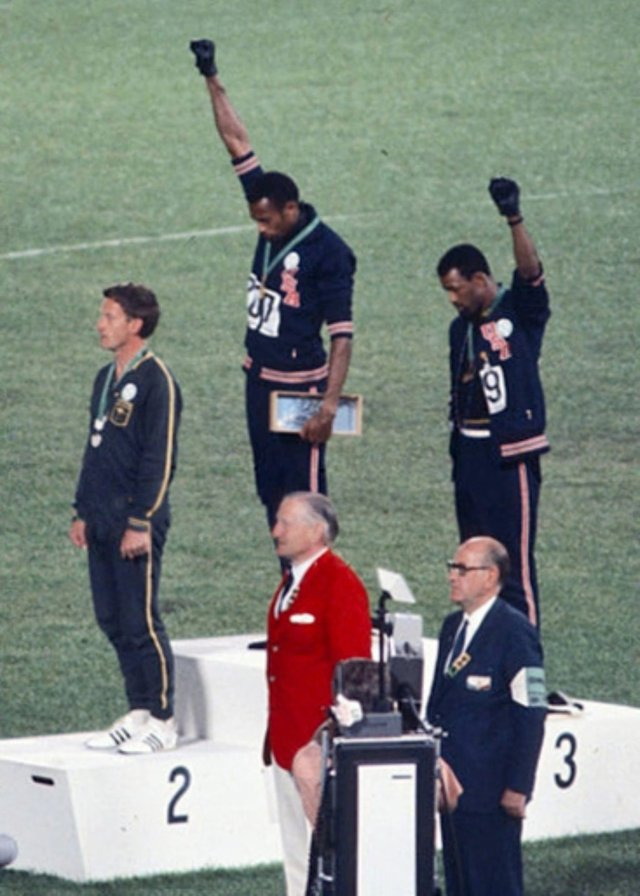
La celebre cerimonia di premiazione dei 200 metri ai Giochi della XIX Olimpiade di Città del Messico. Primo classificato è Tommie Smith, secondo l'australiano Peter Norman. Carlos è terzo.